# Aeroportul Idre
Aeroportul Idre (IATA: IDB, ICAO: ESUE) este un aeroport din Suedia.
aeroportul dispune de o singură pistă.